# Lilaeopsis carolinensis
Lilaeopsis carolinensis é uma espécie de planta com flor pertencente à família Apiaceae. 
A autoridade científica da espécie é J.M.Coult. & Rose, tendo sido publicada em Botanical Gazette 24: 48. 1897.

## Portugal
Trata-se de uma espécie presente no território português, nomeadamente em Portugal Continental.
Em termos de naturalidade é introduzida na região atrás indicada.

## Protecção
Não se encontra protegida por legislação portuguesa ou da Comunidade Europeia.